# Gilly (België)
Gilly (Djilî in het Waals) is een plaats in de Belgische provincie Henegouwen, en een deelgemeente van de Waalse stad Charleroi. Gilly was een zelfstandige gemeente, tot die bij de gemeentelijke herindeling van 1977 toegevoegd werd aan de gemeente Charleroi.
De hoofdzetel van de katholieke jeugdvereniging Patro is in Gilly gevestigd.

## Burgemeesters
Hier is de lijst van de burgemeesters van Gilly voordat ze aan Charleroi toegevoegd werd. Sedert 1977 is de burgemeester van Charleroi deze van Gilly ook:
- 1811-1831: Bonaventure Gilleaux
- 1831-1854: Ferdinand Hanoteau
- 1855-1860: Jean-Baptiste Wautelet
- 1861-1869: Jean-Baptiste Genard
- 1870-1880: Florent Hanoteau
- 1881-1884: Sylvain Berger
- 1884-1894: Nicolas Frère
- 1895-1903: François Dofny
- 1904-1912: Joseph Meurice
- 1912-1914: Modeste Drailly
- 1914-1921: Oscar Lambot
- 1921-1927: Léopold Latinis
- 1927-1936: Elie Abel Braconnier
- 1936-1960: Joseph Gailly
- 1960-1976: Léopold Tibbaut

## Demografische ontwikkeling
- Bronnen:NIS, Opm:1831 tot en met 1970=volkstellingen, 1976= inwoneraantal op 31 december

## Sport
Voetbalclub RFC de Gilly is aangesloten bij de KBVB en actief in de provinciale reeksen. In de twintigste eeuw speelde tijdens het interbellum US de Gilly een aantal seizoenen in de nationale reeksen.